# Cantonul Cambrin
Cantonul Cambrin este un canton din arondismentul Béthune, departamentul Pas-de-Calais, regiunea Nord-Pas-de-Calais, Franța.